# Іов (Скакальський)
Іов (Скакальський), мирське ім'я Василь (нар.1 січня 1914 р., м. Кременець — †18 лютого 1974 р., Кутириба) — архімандрит, єпископ, архієпископ Куритибський і Південної Америки Української Автокефальної Православної Церкви в еміграції (УАПЦ), капелан, чернець.

## Життєпис
Народився в Крем’янці‚ у родині Якова і його дружини Анни Федоринчик. Був єдиною дитиною і при хрещенні одержав ім’я Василія. Після закінчення початкової школи вступив до Волинської духовної семінарії в Крем’янці 1928 року. Серед його викладачів були Архиєпископ Олексій Громадський, професори Іван Власовський, Филимон Кульчинський, Михайло Кобрин, Михайло Булгаков, Лев Данилевич, Сергій Міляшкевич, о. Петро Табінський та інші.
Єпископ Олексій Громадський звернув увагу на свого учня Василя Скакальського, його смиренність, послух, чудовий голос, любов до Церкви, її святинь. Під час навчання в семінарії був послушником у Свято-Успенській Почаївській Лаврі, архимандритом якої був Олексій. Після закінчення семінарії 20 листопада 1936 року прийняв чернечий постриг з ім’ям Іова, опікуна й будівничого Почаївської Лаври.
В 1938 році Архиєпископ Олексій (Громадський) рукоположив його в сан ієромонаха. У ті роки о. Іов мав клопіт із польською поліцією, яка запроторила його за ґрати, і лише початок Другої світової війни і розгром Польщі дав можливість залишити тюремну камеру і вийти на свободу.
В 1939 р. був ув'язнений польською владою за українсько-націоналістичну діяльність. Перейшов у німецьку зону окупації, де увійшов до складу Холмсько-Підляської єпархії. Перша московська окупація Волині у 1939—1941 роках змусила о. Іова шукати притулку в Холмі, який став тоді центром українського православного життя.
В 1940 році постала Холмсько-Підляська єпархія, яку очолив Архиєпископ Іларіон (Огієнко), з його благословення о. Іов став працювати в Холмській духовній консисторії, одночасно обслуговував недалекі від Холма парафії, коли там були відсутні настоятелі.
Наприкінці 1943 року о. Іов був призначений капеланом для православних вояків дивізії СС «Галичина», пізнішої 1-ї дивізії Української Національної Армії. З 1944 капелан Українського Легіону Самооборони. Служив Служби Божі, разом із дивізією потрапив до англійського полону, в якому пробув два роки в Ріміні, Італія. У таборі вояків дивізії о. Іов заснував православну парафію, організував церковний хор, який по переїзді вояків до Великої Британії став основою відомого хору «Дніпро» в місті Олдемі.
В 1945—1947 рр. перебував у таборі військовополонених в м. Ріміні (Італія). До 1951 року був членом Генерального церковного управління УАПЦ, обслуговував парафії в Галіфаксі, Брадфорді.
Владика Мстислав (Скрипник) 1951 року запросив о. Іова до Канади‚ де він до 15 вересня 1964 року виконував обов’язки секретаря митрополичої канцелярії Митрополита Іларіона, а тоді був призначений духовним опікуном і настоятелем церкви богословського факультету Колегії св. Андрія при Манітобському університеті у Вінніпезі.
18 лютого 1974 року помер, а його тіло було перевезено до Саут-Баунд-Бруку, Нью-Джерсі, і 2 березня урочисто поховано на цвинтарі.
Водночас в Державному архіві Волинської області зберігаються документальні джерела зі згадками про Владику Іова Скакальського, зокрема про його служіння в Південній Америці.
Архімандрит (з 1963 р.), єпископ (з 1968 р.) та архієпископ (з 1971 р.) УПЦ в Південній Америці.
Помер 18 лютого 1974 р. в м. Кутириба (Бразилія).
Похований на цвинтарі Саут-Баунд-Брук (США).